# О чём молчат девушки
«О чём молчат девушки» — российский комедийный фильм режиссёра Карена Оганесяна.

## Сюжет
В начале фильма Юля ругается с кем-то по телефону, после чего заходит в кафе, где собирается встретиться с подругами. Подругам она объясняет что у неё срывается свадьба из-за подозрений мужа в измене.
Лада предлагает подругам отдохнуть на вилле в Испании, на что они соглашаются. Во время поездки на машине, Тася отвлекает Ладу и девушки подрезают автомобиль, который по их вине улетает в кювет. Добравшись до виллы они начинают отдыхать и развлекаться, после чего решают всей компанией сходить в ресторан, где знакомятся с бизнесменом Владимиром, который приглашает их прокатиться с ним на яхте и пообщаться по поводу своей бывшей жены. Девушки утверждают что его жена изменяла ему, от разочарования Владимир прыгает с яхты, ему на помощь приходит Юля, в то же время остальные начинают петь.
После прогулки на яхте, Владимир делает предложение Юле, на что она незамедлительно соглашается, её подруги решают организовать девичник в честь предстоящей свадьбы. Девушки отправляются в стрип-клуб, а затем на карете домой.
На следующий день Юля готовится к свадьбе и звонит своему бывшему парню, сначала оскорбляя его, а затем извиняясь, поскольку не уверена в его измене полностью. На церемонии Юля целует Владимира, но говорит что не готова к свадьбе и убегает вместе с подругами и ребёнком жены консула, которая попросила подержать его пару минут, пока она отойдет.
Подруги доезжают до продуктового магазина, где Тасю встречает полицейский и хочет её задержать, однако одна из них бьёт его по голове баллоном с пропаном, после чего он теряет сознание. Девушки собираются бежать, однако Тася пристегивает его к себе наручниками и говорит что поедет только с ним. Девушки в панике пытаются переубедить Тасю и найти у него ключ, однако засматриваются на его торс и решают угнать чужую машину. Владимир на машине настигает машину и напоминает Юле о свадьбе, однако по случайности сбивает быка, который находился в подрезанной машине, в начале фильма.
Девушки приезжают на виллу, однако за ними приезжает Владимир и бьёт по голове художника, который укрывает девушек. Владимир находит девушек, угрожая им пистолетом, но в это же время в сознание приходит полицейский, который просит его положить оружие на пол. Владимир собирается сдаться, но сзади полицейского по голове бьёт его жена Лера. Лера пытается найти девушку, на которую её променял Владимир, но девушки решают вступиться и все говорят что они его жены. Владимир решает успокоить жену, после чего подруги тихо проскальзывают мимо них. Спустя время выясняется что дело замяли, Тася целуется с полицейским, Катя решает что хочет ребёнка от Беломорцова. Юля приезжает обратно в Москву и быстро удаляет сообщения, которые присылала мужу, в конце фильма они обнимаются. 

## В ролях
- Юлия Пересильд в роли Юли
- Олеся Судзиловская в роли Лады
- Ольга Смирнова в роли Кати
- Таисия Вилкова в роли Таси
- Михаил Пореченков в роли Владимира
- Ольга Тумайкина в роли жены консула
- Виталий Хаев в роли консула
- Ирина Пегова в роли Леры
- Пётр Маркин в роли Антона
- Тарас Епифанцев в роли Никиты

## Производство
Съёмки фильма стартовали в Москве 3 октября 2012 года. Съёмки картины закончились в середине ноября того же года. 8 марта 2013 года фильм вышел в прокат.

## Критика

### Кассовые сборы
При бюджете фильма в 2,5 миллиона долларов, при прокате он собрал почти 3,7 миллиона долларов.

### Отзывы
Фильм получил отрицательные отзывы кинокритиков. 
Иван Мрачко из Ovideo.ru похвалил актёрский состав фильма, однако «попытки» играть «дамочек из секса в большом городе» оказалось провальной. Мрачко также сравнил режиссёра с Сариком Андреасяном, который снимает «низкопробный ширпотреб».
Сергей Мезенов в свою очередь похвалил фильм, однако отметил, что он достаточно «недокручен до нужного градуса безумия».
Кирилл Шамсутдинов из Lenta.ru также отметил сходство работы режиссёра с Сариком Андреасяном.
Сергей Уваров из «Известия» дал фильму среднюю оценку.